# Locmariaquer
Locmariaquer is een gemeente in het Franse departement Morbihan in de regio Bretagne en maakt deel uit van het arrondissement Lorient. De gemeente telde 1.567 inwoners op 1 januari 2022.

## Bezienswaardigheden
Locmariaquer ligt op dertien kilometer van Carnac. Tot deze plaats behoren enkele van de meest beroemde megalieten van Bretagne, waaronder de Grand Menhir. Deze ligt op de grond en is in vier delen gebroken. Het grootste stuk is twaalf meter lang. De gehele hoogte bedroeg 20,30 meter en zijn gewicht wordt geschat op 347 ton. De Table des Marchands, is een gerestaureerde dolmen. Deze half gerestaureerde dolmen lag in de buurt van de Table des Marchands, waarvan deze grafmonumenten allen leeg zijn.
Menig toerist liep of stond op deze liggende Grand Menhir voor een foto. Ook werden de megalieten bekrast en bewerkt met verfspuitbussen. Daarom zijn de dolmens en menhirs door omheiningen afgeschermd; hetzelfde geldt voor de menhirsvelden in Carnac. Alleen onder begeleiding zijn bezoeken tussen de menhirstenen nog mogelijk.
|  |

## Geografie
De oppervlakte van Locmariaquer bedraagt 10,99 vierkante kilometer; Op 1 januari 2022 was de bevolkingsdichtheid 142,6 inwoners per km².
Locmariaquer ligt op een van de twee schiereilanden die de Golf van Morbihan grotendeels afsluiten van de zee. Aan de andere kant ligt Arzon.

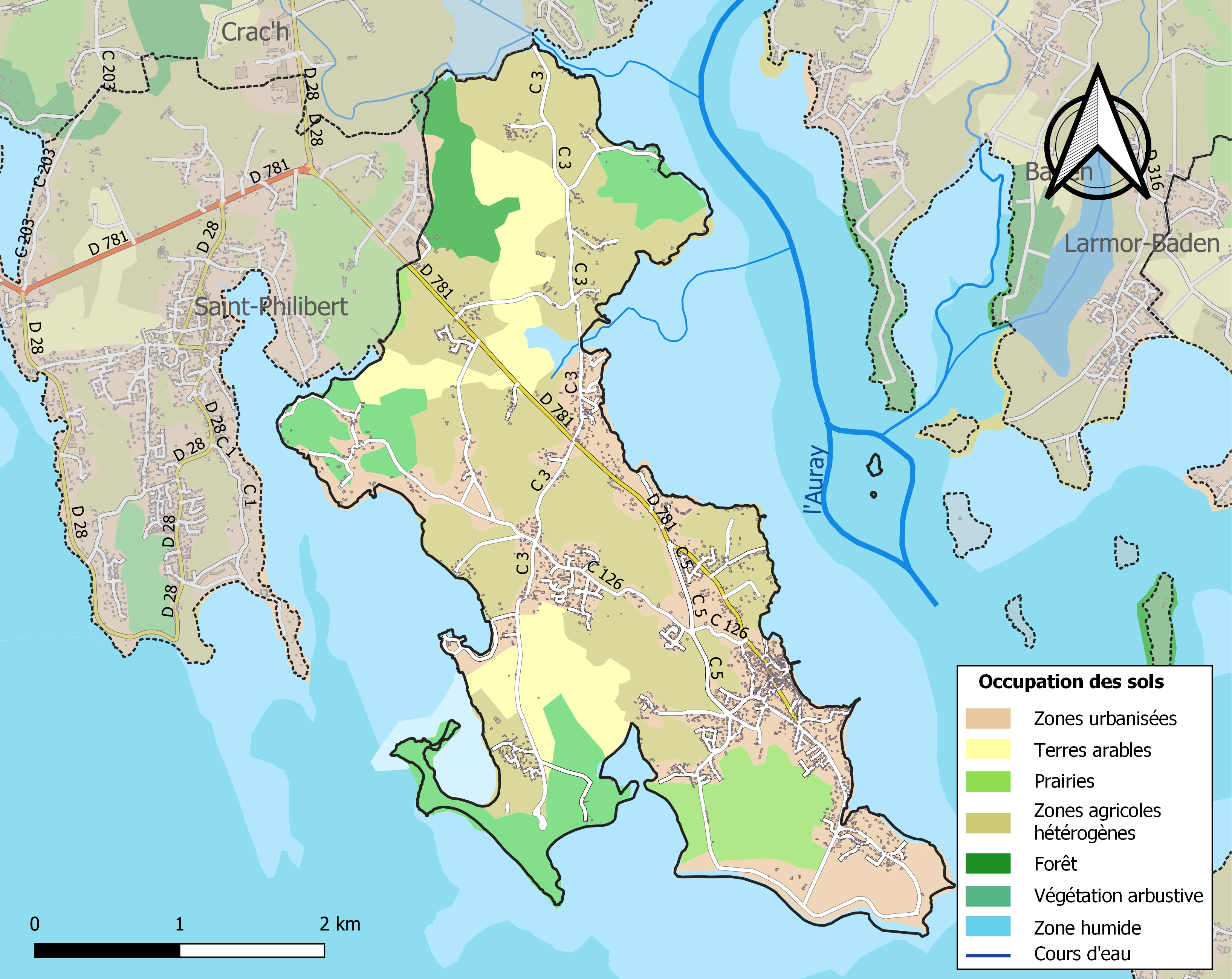
Kaart van de gemeente met de belangrijkste infrastructuur, bodemgebruik en omliggende gemeenten

## Demografie
Onderstaande figuur toont het verloop van het inwonertal.